# 青、白礁慈济宫
青、白礁慈济宫位于中国福建省厦门市和龙海市交界处，青礁慈济宫位于厦门市海沧区海沧街道青礁村，白礁慈济宫位于龙海市角美镇白礁村，两者相距约3千米，均始建于南宋绍兴年间，清代重建，部分石构为宋代遗物。青、白礁慈济宫是各地慈济宫的祖宫。1996年共同被列为第四批全国重点文物保护单位。
青礁慈济宫俗称“慈济东宫”，坐西朝东，中轴线上依次为门楼、中殿、后殿，共三进，两侧为魁星楼和武圣楼，占地6332平方米。白礁慈济宫俗称“慈济西宫”，坐东北朝西南，中轴线上依次为门楼、献台、大殿、后殿，共四进，占地5000余平方米。两者的建筑都具有典型的闽南特色，尤其是石雕蟠龙柱为闽南石雕的精品。

## 祖宮之爭
在南宋時，白礁慈濟宮與青礁慈濟宮已為了哪一間才是真正的「祖宮」而有爭執，且有「泉人多謁白礁，漳人多謁青礁」的現象:38、39。「東宮」青礁慈濟宮主張是因香火太旺，為紓解信眾人潮才在白礁建了西宮:39。白礁慈濟宮則主張是因為信眾太多，進香團長為佔有獻臺起衝突，才規定泉州府謁白礁，漳州府謁青礁:39。

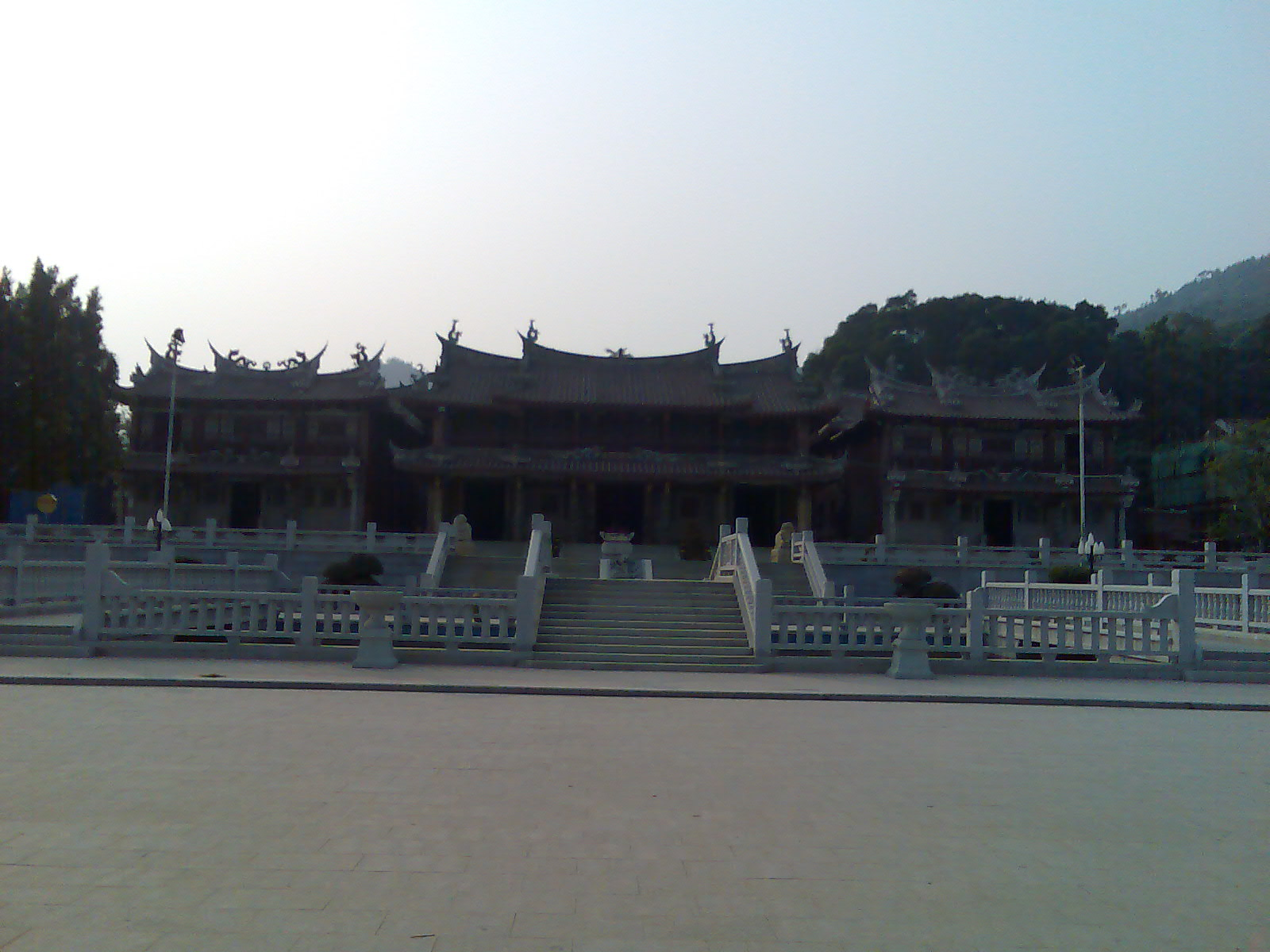
青礁慈济宫
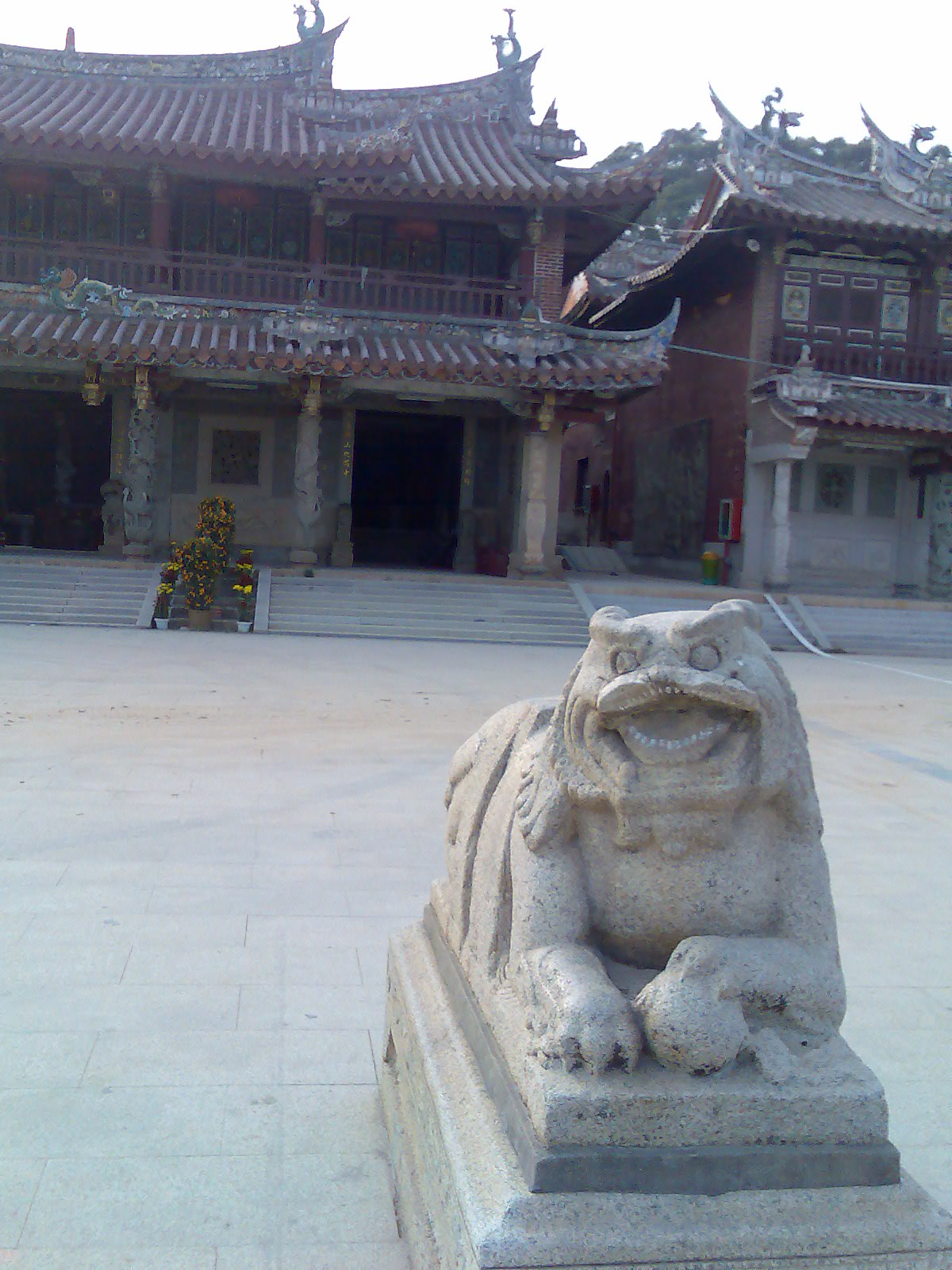
青礁慈济宫
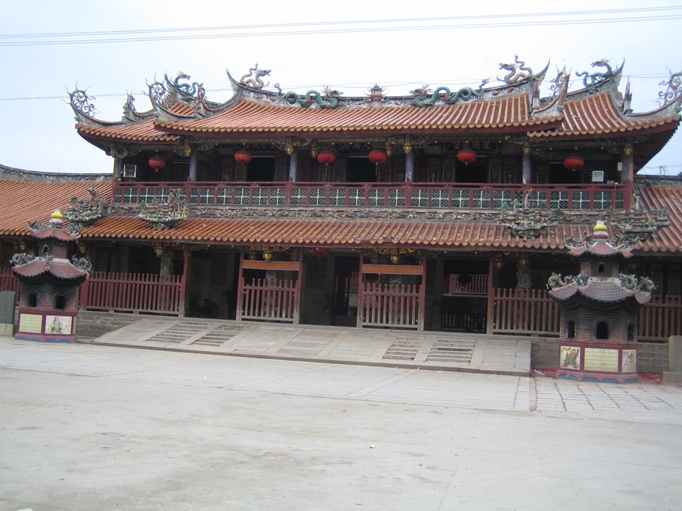
白礁慈济宫
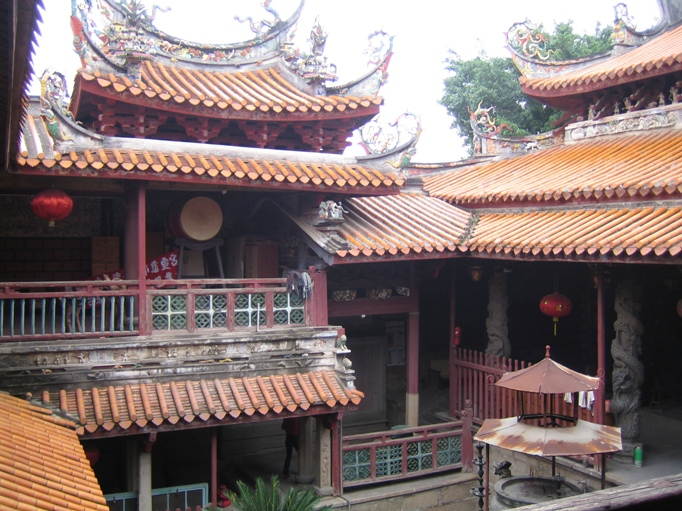
白礁慈济宫